# Corus laevepunctatus
Corus laevepunctatus är en skalbaggsart som beskrevs av Stefan von Breuning 1938. Corus laevepunctatus ingår i släktet Corus och familjen långhorningar.
Artens utbredningsområde är Angola. Inga underarter finns listade i Catalogue of Life.